# Alejandro Núñez «Sue Noi»
Alejandro "Sue noi" Núñez (Ciudad de México, 21 de septiembre de 1989) es un boxeador profesional mexicano especializado en es arte del muay thai Es agente libre ya que el contrato con su representante y promotor Pramuk Rochannatan expiró de manera temporal a mediados del año 2010.
Es en la actualidad Sue Noi ocupa un lugar muy importante dentro del centro del Consejo Mundial de Boxeo (CMB) dentro de su rama de muay thai, en el World Muay Thai Council (WMTC) y dentro del  Consejo Mundial de Kickboxing (CMK) de este último forma parte importante de su familia al estar relacionado en eventos de promoción con su más reciente apoderado y muy buen amigo Oscar Fischer quien fuera el fundador y actual presidente de dicha organización.

## Carreraamateury profesional
Alejandro tuvo un récord amateur casi limpio, de 16-2-0 que incluyó dos campeonatos nacionales. Hizo su debut en el muay thai profesional a los 18 años, el 16 de julio de 2009 en Bangkok, Tailandia, creando una trayectoria casi perfecta[cita requerida] y dándole el renombre que tiene al ser el primer mexicano en ganar un título regional en la cuna del muay thai, Tailandia.[cita requerida]

## Vida en el boxeo
Sue Noi comienza su vida deportiva a los 8 años cuando decide entrar en una escuela de taekwondo, continuando con el mismo modelo, pasa por varias actividades marciales como el antes mencionado o el kung fu hasta llegar a dar con el kick boxing y más tarde llegara a encontrar su gusto por el muay thai, aunque estos últimos no sean considerados como artes marciales sino como un deporte de contacto tal cual como lo es el boxeo.
Núñez, a lo largo de su vida ha tenido dificultad para encontrarse con un entrenador estable o gimnasios, a pesar de haber tenido varios de ellos. Como entrenadores, resaltan los nombres de Pancho Fortuna y León Chávez y gimnasios como el Pancho Rosales y Nuevo Jordan en México, así como otros cuantos en Tailandia.
En el año 2008, Alejandro conoce al cónsul de la embajada tailandesa en México, Sri Chai quien insiste en promover su calidad de muay thai mostrada en la feria de las naciones en Reforma, Distrito Federal, donde Alejandro se enfrentó en una pelea de exhibición a un contendiente tailandés, saliendo victorioso, es promovido para hacer su debut profesional de muay thai en el país de origen del cónsul, Tailandia.
Alejandro permanecería en Tailandia poco menos de un año junto al máximo campeón tailandés actual Buakaw Por Pramuk, regresando con un récord invicto hasta ese momento de 5-0-0 (4 KO) lo que le valdría por derecho la oportunidad para pelear por el Título Nacional Profesional de su país unos meses más tarde de su llegada, ante su compatriota Luis Bio en la Convención Anual del Consejo Mundial de Boxeo en Cancún, Quintana Roo, en donde Alejandro claramente no se encontraba en la forma acostumbrada, además de que sufrió una luxación de hombro derecho una noche antes del evento, Sue Noi pierde claramente por knock out técnico (TKO) a los pocos minutos del segundo round, gracias a una contundente patada al hígado por parte de Luis, Sue Noi ya no pudo continuar.
Después de este acontecimiento, el promotor Luis de la Peña lo invita a participar en un proyecto en donde tendría que poner a prueba su físico, pero esta vez para el boxeo occidental en donde sus apoderados serían él y el actual campeón de la Organización Mundial de Boxeo Juan Manuel Márquez, teniendo a entrenadores de la talla de José Luis Zaragoza y representantes artísticos como el actor de telenovelas Osvaldo Ríos.
Esta vez El Tigrillo Núñez, como fue apodado a su regreso en México, falla en el intento de debutar en el boxeo profesional al someterse a una cirugía reconstructiva de hombro derecho a causa de las múltiples luxaciones que sufrió el boxeador a raíz de su pelea en Cancún. Mientras El Tigrillo se encontraba en recuperación le fue diagnosticado un melanoma en el pie izquierdo, por lo que es atendido rápidamente y por suerte se encontraba en una etapa muy temprana por lo que pudo volver al ring con el proyecto de hacer su debut en el boxeo profesional a principios del 2012.

## Vida personal
El Tigrillo no solo ha sido boxeador, también ha sido practicante de varios deportes como el atletismo y fue un gran fanático de fútbol, de tal modo de que llegó a hacer pretemporada con la segunda división del Club América en su ciudad de origen, en el año 2006.
En 2007 conoce a quien fuese su mánager artístico durante varios años, Toño Berumen quien lo invita a participar en dos proyectos, los grupos musicales M5 y Kaoba, ambos grupos de música pop.